# Митровићева кућа у Гроцкој
Митровићева кућа у Гроцкој је подигнута тридесетих година 19. века, као стамбени објекат. Представља непокретно културно добро као споменик културе. Налази се у улици Булевар ослобођења 61 у Гроцкој

## Изглед
Кућа је грађена у бондручној конструкцији са испуном од чатме и док је кров покривен ћерамидом. У кући постоје три просторије, трем, истурени доксат и подрум испод једног дела зграде.
Објекат припада типу моравске куће тзв. подунавске варијанте и налази се у непосредној близини просторне културно-историјске целине Грочанска чаршија и представља, како по месту на коме се налази тако и по својим архитектонским, етнографским и ликовним квалитетима, значајно достигнуће народног градитељства.